# Мороз, Алексей Дмитриевич
Алексей Дмитриевич Мороз (24 июня 1944; Барабинск, современная Новосибирская область, Российская Федерация — 16 июля 2006, Солотвино, Закарпатская область, Украина) — украинский советский учёный-клиницист в области педиатрии, гастроэнтеролог, доктор медицинских наук, лауреат Государственной премии СССР 1987 года.

## Биография
Родился в семье служащих, которые находились в эвакуации. С 1945 года — в Киеве, куда его перевезла семья. В 1969 году окончил Киевский медицинский институт имени А. А. Богомольца. Работал по направлению участковым врачом в городе Свердловске Луганской области. С 1975 года — в Научно-исследовательском институте педиатрии, акушерства и гинекологии (НИИ ПАГ) имени профессора П. М. Буйко (теперь Институт педиатрии, акушерства и гинекологии АМН Украины): сначала врач отделения гастроэнтерологии, в дальнейшем — ученый секретарь института (1984—2006), старший научный сотрудник (с 1990 года).
В 1982 году защитил кандидатскую диссертацию (научный руководитель — академик Е. М. Лукьянова) на тему «Клинико-экспериментальное обоснование применения метамизила и этимизола в комплексной терапии хронического гастродуоденита и язвенной болезни двенадцатиперстной кишки у детей». В 1998 году защитил докторскую диссертацию на тему «Профилактика и индивидуализированное лечение хронических заболеваний гастродуоденальной зоны у детей с учётом стрессогенных сдвигов и особенностей энтериновой гормональной системы».
Научные публикации посвящены преимущественно проблемам патогенеза и фармакотерапии хронических болезней желудка и двенадцатиперстной кишки. Весомое теоретическое и практическое значение имеют труды Алексея Мороза относительно определения роли стресса и нейрогенной дистрофии в формировании язвенной болезни и воспалительных заболеваний органов гастродуоденальной зоны у детей. Результаты этих исследований внедрены в работу лечебно-профилактических учреждений Украины, введена в стандарты лечения хронических болезней пищеварительной системы у детей.
А. Д. Мороз был многолетним ответственным секретарем научно-практического журнала «Перинатология и педиатрия», членом Специализированного ученого совета ИПАГ АМН Украины.
Похоронен на Городском кладбище «Берковцы» города Киева.

## Работы[1]
Мороз Алексей Дмитриевич. Профилактика и индивидуализированное лечение хронических заболеваний гастродуоденальной зоны у детей с учётом стрессогенных сдвигов и особенностей ентеринової гормональной системы: Дис… д-ра мед. наук: 14.01.10 / Институт педиатрии, акушерства и гинекологии АМН Украины. — К., 1998. — 250 л. — Библиогр.: л. 198—250.

## Награды, звания
Доктор медицинских наук (1998). Государственная премия СССР (1987).